# Mystiornis
Mystiornis es un género extinto de ave que existió en lo que ahora es la zona occidental de Siberia, Rusia durante el período Cretácico (etapas del Barremiense al Aptiense). Es conocido a partir de un metatarso aislado hallado en la localidad Shestakovo-1 en el suroccidente de Siberia. Fue nombrado y descrito por Evgeny N. Kurochkin, Nikita V. Zelenkov, Alexandr O. Averianov y Sergei V. Leshchinskiy en 2011, y la especie tipo es Mystiornis cyrili.